# Laurent Boutonnat
Laurent Pierre Marie Boutonnat (* 14. Juni 1961 in Paris) ist ein französischer Komponist, Pianist, Filmemacher und Musikmanager.

## Leben
Boutonnat wurde als Sohn eines Unternehmers und einer Beraterin des Ministeriums für soziale Angelegenheiten in Paris geboren. Boutonnat hat drei Schwestern und einen Bruder. Mit fünf Jahren erhielt er seinen ersten Klavierunterricht, mit 17 Jahren drehte er seinen ersten Spielfilm, La Ballade de la féconductrice.
Im Jahr 1984 schrieb er zusammen mit Jérôme Dahan das Lied Maman a tort. Zu dieser Zeit lernte er die Sängerin Mylène Farmer kennen. Boutonnat und Farmer begannen eine künstlerische Zusammenarbeit. Für sie produzierte er Musikvideos und die Alben Cendres de lune und Monkey Me und schrieb die meisten ihrer Songs, für die sie die Texte hinzusteuerte. Auch bei den Künstlerinnen Alizée und Julia Fiquet, die diese beiden entdeckten, setzten sie diese Rollenverteilung um und schrieben ihnen zwei bzw. ein Album.
Zehn Jahre später produzierte Boutonnat seinen zweiten Spielfilm Giorgino, der überwiegend negative Kritik erhielt und beim Publikum durchfiel. Boutonnat und Farmer beschlossen aufgrund dieses Misserfolgs sich zu trennen. Während Farmer in die Vereinigten Staaten auswanderte, blieb Boutonnat in Frankreich. Im Jahr 1995 versöhnten sie sich. Nach einer Reihe erfolgreicher Alben schrieben Farmer und Boutonnat die ersten beiden Alben von Alizée. Von da an produzierte Boutonnat kommerziellere Musikvideos.

## Filmografie
- 1978: La Ballade de la féconductrice
- 1994: Giorgino
- 2007: Jacquou le Croquant

## Diskografie
- 1984: Maman a tort
- 1985: Plus grandir
- 1986: Libertine
- 1987: Tristana
- 1987: Sans contrefaçon
- 1988: Ainsi soit je …
- 1988: Pourvu qu’elles soient douces
- 1989: Sans logique
- 1989: À quoi je sers
- 1991: Désenchantée
- 1991: Regrets
- 1991: Je t’aime mélancolie
- 1992: Beyond My Control
- 2000: Moi… Lolita
- 2001: Les mots
- 2002: Pardonne-moi
- 2011: Du temps
- 2012: À l’ombre